# وان وورهیس (پنسیلوانیا)
وان وورهیس، پنسیلوانیا (به انگلیسی: Van Voorhis, Pennsylvania) یک مکان مختص سرشماری در ایالات متحده آمریکا است که در شهرستان واشینگتن واقع شده‌است.

## خصوصیات
وان وورهیس ۱۶۶ نفر جمعیت دارد و ۲۸۴٫۹۹ متر بالاتر از سطح دریا واقع شده‌است.